# Goodenia argillacea
Goodenia argillacea är en tvåhjärtbladig växtart som beskrevs av R. Carolin. Goodenia argillacea ingår i släktet Goodenia och familjen Goodeniaceae. Inga underarter finns listade i Catalogue of Life.